# Huppendorfer Bier

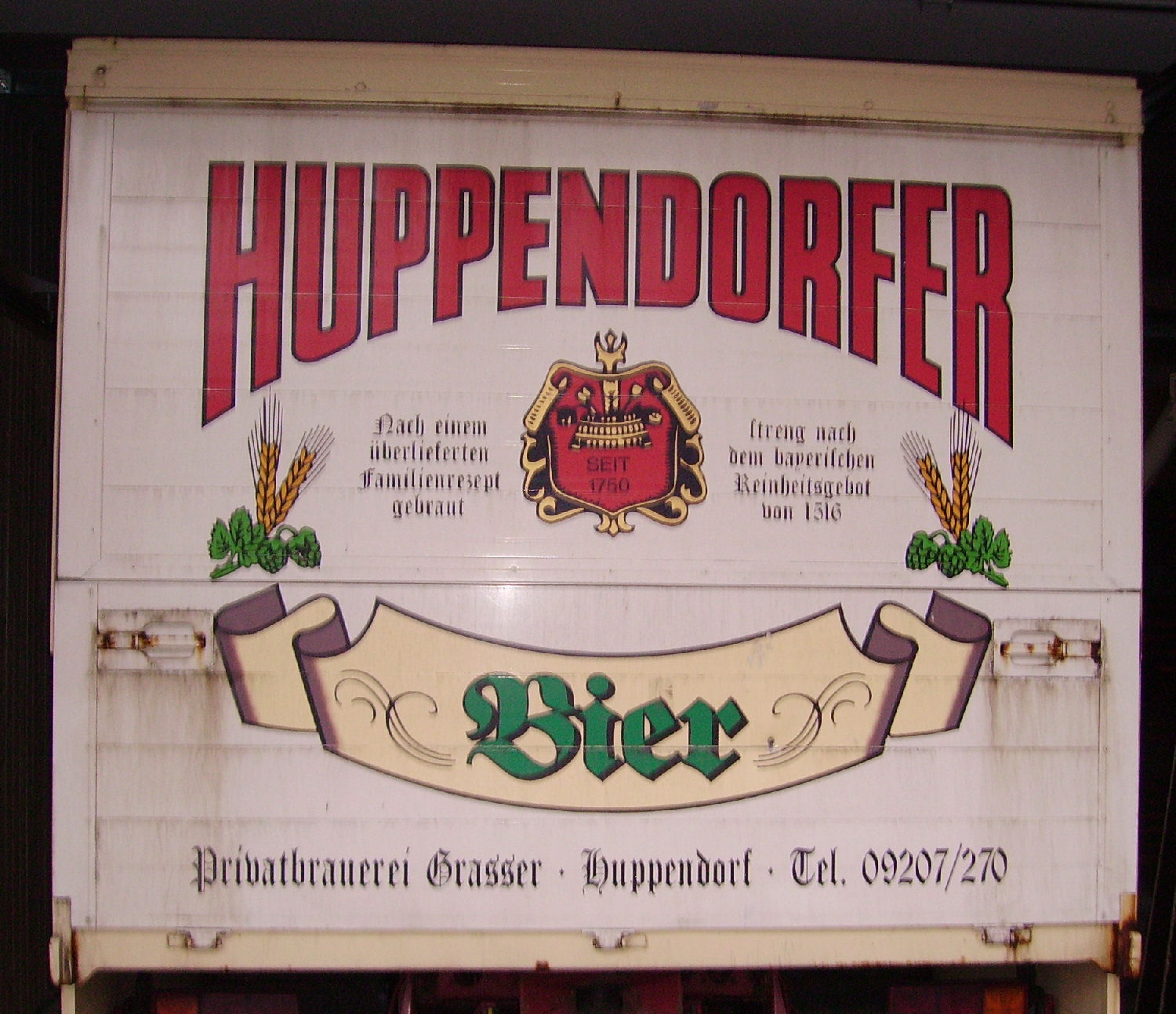
Huppendorfer Bier

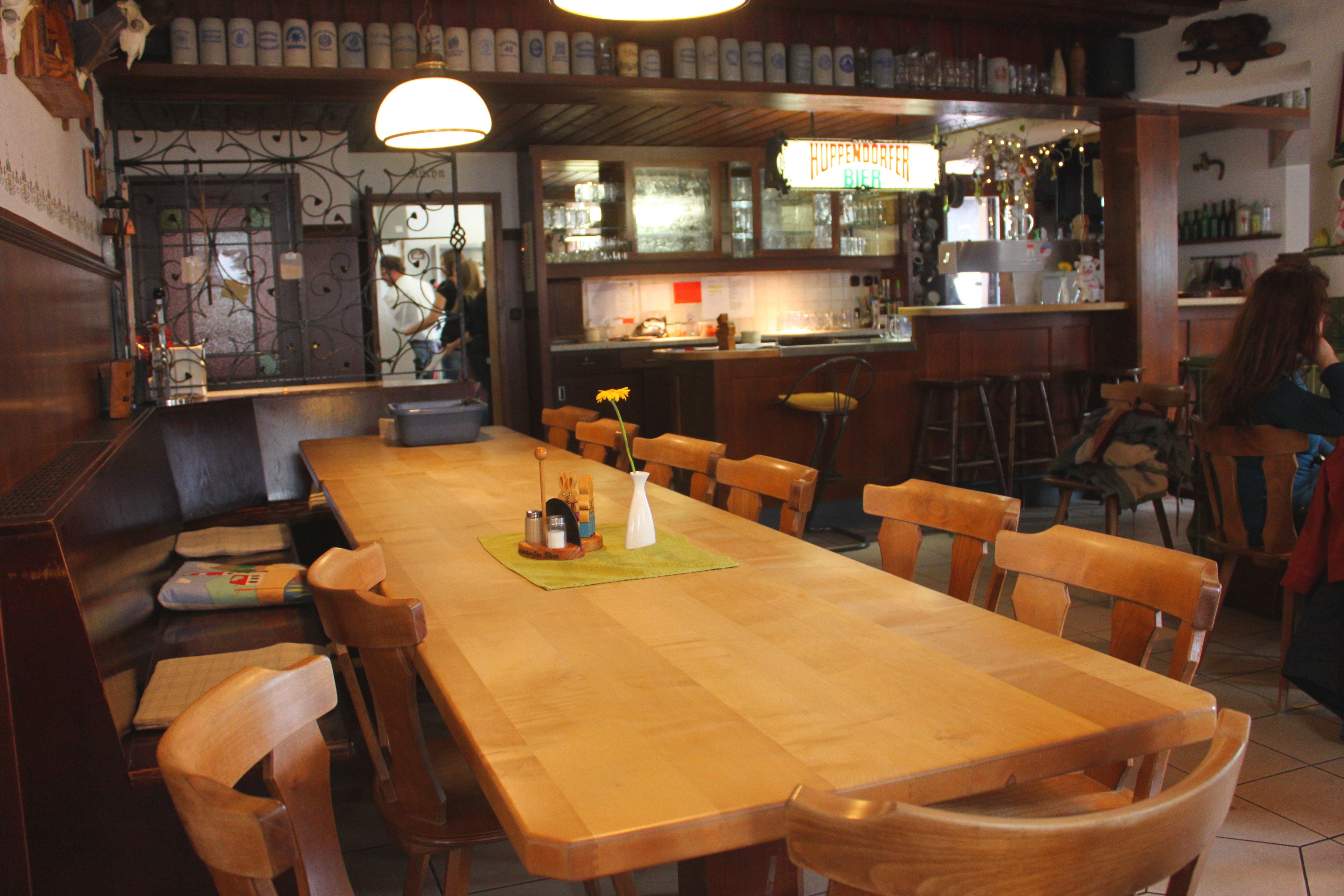
Die Brauereigaststätte

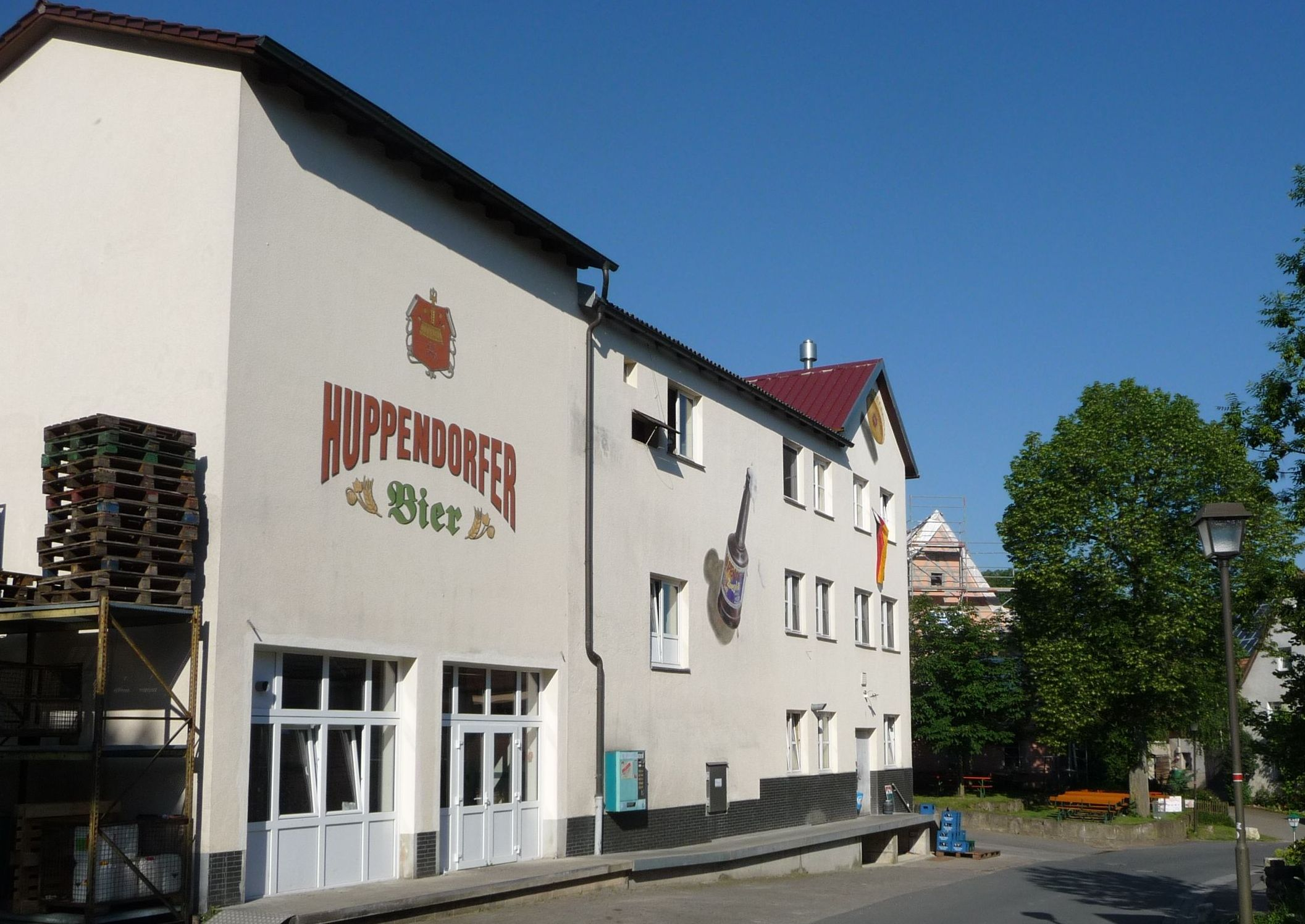
Das Brauereigebäude

Die Huppendorfer Bier GmbH & Co.KG führt die Brauerei Grasser im oberfränkischen Huppendorf bei Königsfeld. Der Ursprung der Brauerei geht auf eine Erbschänke zurück, deren Anfänge bis in das Jahr 1503 zurückreichen. Das daran anknüpfende heutige Familienunternehmen wurde 1750 vom Gastwirt Pankraz Grasser mit dem Ausbau des Wirtshauses gegründet. Der jährliche Ausstoß beträgt rund 12.000 Hektoliter Bier und 2.000 Hektoliter alkoholfreie Getränke.

## Geschichte
Die Brauerei Grasser wurde 1750 von dem aus Kotzendorf stammenden Pankraz Grasser gegründet, der 1742 in die Gastwirtsfamilie Dippold in Huppendorf einheiratete. 1899 ließ Jakob Grasser einen Gärkeller bauen, der allerdings nur im Winter benutzt werden konnte, da im Sommer dort die Temperatur zu hoch war und es damals noch keine technischen Kühlmöglichkeiten gab. Für das alte Braugeschirr aus Holz, das unbrauchbar geworden war, kaufte man aus einer Konkursmasse in Zeegendorf ein neues aus Kupfer. Der neue Braukessel fasste ca. 4000 Liter und war eigentlich viel zu groß, da nur für die eigene Gastwirtschaft gebraut wurde.
1927 verstarb Jakob Grasser und sein Sohn Johann führte den Betrieb weiter. Als 1929 das Hausbrauen in Huppendorf begann, erlebte die Brauerei einen wirtschaftlichen Aufschwung. In den darauf folgenden Jahren wurde eine Schrotmühle gebaut und Rohre vom Brunnen zur Brauerei gelegt, was die Produktivität des Betriebes steigerte.
Im Zweiten Weltkrieg war Johann Bürgermeister von Huppendorf. Als am 14. April 1945 amerikanische Truppen das Dorf besetzten, wurden die Bewohner kurzzeitig aus ihren Häusern vertrieben und diese teilweise ausgeraubt. Im Falle der Familie Grasser wurde die Biersteuer des letzten Monats, also das Geld, das Johann als Bürgermeister verwahrte, sowie ein Teil des Privatvermögens der Familie entwendet.
Nachdem Michael Grasser den Betrieb übernommen hatte, wurde 1953 die erste Kühlanlage installiert. In der Zeit bis 1968 wurden Teile des Brauhauses umgebaut und erneuert. Mittlerweile ist die Brauerei eine der größten im Landkreis Bamberg und beliefert Gastwirtschaften und Getränkemärkte in den angrenzenden Landkreisen.
2018 wurde die "Brauerei und Gastwirtschaft Johannes Grasser" erst in die "Huppendorfer Bier OHG" und im Juni 2018 in die heutige "Huppendorfer Bier GmbH & Co. KG" umgewandelt und entsprechend umbenannt.

## Sortiment

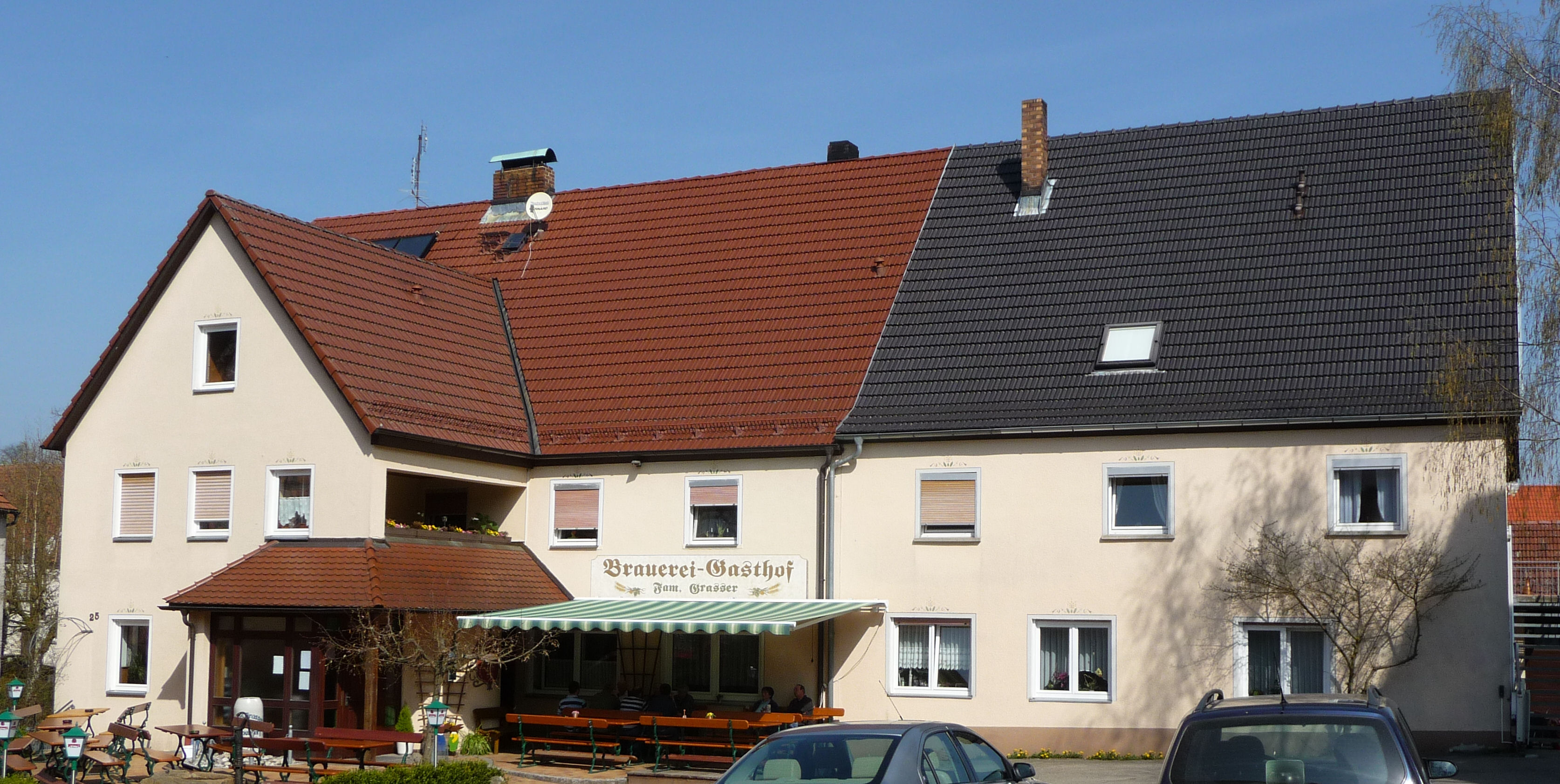
Der Gasthof der Brauerei (2009)

Ganzjährig im Sortiment der Brauerei vertreten sind die Biersorten Vollbier, Pils, Zwickel und Hefeweizen. Saisonal angeboten werden die Biermarken „Josefibock“ (ein Bockbier, ab dem Josefstag, also dem 19. März), ein Märzen (ab dem 23. April), ein „Pfingstöchsla“ (ein dunkles Bier, zu Pfingsten), Export (zur Sommerkerwa), ein „Grachäds“ (ein Rauchbier, im September), ein „Kathreinbock“ (im November), ein „Weihnachtsfestbier“ (im Dezember) und ein „Winterweizen“ (ab Dezember). Auch verschiedene Limonaden werden hergestellt.